# Paradocus multifasciculatus
Paradocus multifasciculatus är en skalbaggsart som beskrevs av Stefan von Breuning 1961. Paradocus multifasciculatus ingår i släktet Paradocus och familjen långhorningar.
Artens utbredningsområde är Kenya. Inga underarter finns listade i Catalogue of Life.